# Pedro Gamboni
Pedro Gamboni (Valparaíso, Chile, 26 de setembro de 1825 – Iquique, 27 de dezembro de 1895) foi um engenheiro químico chileno, que fez estudos fundamentais relacionados ao salitre e iodo nas regiões de Tarapacá e Antofagasta.